# Telemba
Telemba (rusky Телемба) je vesnice v Jeravninském rajónu Burjatské republiky Ruské federace.

## Geografie a doprava
Vesnice Telemba leží na 194 km silnice R436 východně od sídla rajónu, vesnice Sosnovo-Ozjorskoje na severozápadním břehu jezera Telemba.

## Historie
Roku 1653 zde Pjotr Ivanovič Beketov založil Telembinské zimoviště. Roku 1658 jenisejský vévoda Afanasij Filippovič Paškov na řece Kondě mezi dvěma jezery postavil ostroh. Ostroh byl zprvu centrem výběru tzv. jasaku neboli naturální daně od místních obyvatel.Podle dobových záznamů se jednalo o nevelikou pevnost, v jejímž obvodu byla kaple, 136 kozáckých usedlostí a 30členná vojenská posádka.
Roku 1670 zde byla nalezena železná ruda a zahájena její těžba a výroba a zpracování železa. Telembinsk se nacházel na cestě do Něrčinska a Daurije, nicméně po přemístění hlavní obchodní cesty do Číny a západního Zabajkalí do Kjachty Telembinsk i Něrčinsk ztratily na významu.
U vsi se rozkládá vojenský prostor.